# 敦煌夜譚
《敦煌夜譚》是一部1991年香港-臺灣合作拍攝的古裝神怪片，改編自蒲松齡的《聊齋志異》。由李翰祥導演，王小鳳、王霄和周潔領銜主演。

## 劇情
桑子明是敦煌莫高窟的畫師，瓜州節度使李懷讓請他為亡女李燕兒畫一幅供養人像。桑於作畫期間在他所居住的洞窟外樹林裡救回一美貌女子，自稱蓮香，乃敦煌鎭上名妓，實則是千年狐狸精。在她的勾引下，桑遂與其同寢。數日後，蓮香離去，桑在月牙泉邊撿回一具古琴。他撥弄琴弦，琴聲引來一妙齡女子，自稱是李懷讓姪女，認得此琴，實際她是李之亡女燕兒的鬼魂。此女容顏姣好，能歌善舞，桑被其迷，終日歡娛。
蓮香返回，見桑子明面色晦黯，知他被鬼所迷，遂為其施針治療。蓮香以琴音喚來燕兒，燕兒向她道出眞相，並告知因與桑一見傾心，羨慕人生，不甘為孤魂野鬼，所以夜夜前來，但絕無害人之心。蓮香表示願意成全他倆好事，遂攜燕兒魂遊地府，用財色買通判官身邊小鬼，偷看生死簿後再使借屍還魂之術令燕兒還陽。桑子明與李燕兒終成眷屬，在隆重的迎親隊伍中相互依偎。蓮香悄悄離去，她登上敦煌城樓，目送迎親隊隊伍漸漸遠去，消失於漫漫黃沙中。

## 人物角色
- 王小鳳 飾 蓮香
- 王霄 飾 桑子明
- 周洁 飾 李燕兒

## 外部連結
- 互联网电影数据库（IMDb）上《敦煌夜譚》的资料（英文）